# 瑪莎·P·海恩斯
瑪莎·帕特里夏·海恩斯（英語：Martha Patricia Haynes，1951年4月24日—）是一名美國天文學家，專門研究無線電天文學和星系天文學。她是康乃爾大學天文學的傑出文理科教授。她曾是美國和國際天文界多個高層次委員會的成員，包括美國國家科學院工程與物理科學部諮詢委員會（2003年—2008年）和天文與天體物理十年審查（2010年）。她曾於2006年至2012年擔任國際天文學聯合會執行委員會副主席，並於1994年至2016年間擔任Associated Universities, Inc.的理事會成員，其中兩屆擔任理事會主席，一年擔任臨時主席。

## 學術生涯
海恩斯於1973年畢業於威爾斯利學院，取得物理與天文學學士學位。她前往印第安納大學攻讀研究所。她於1975年獲得碩士學位，1978年獲得博士學位。1978年至1981年間，她在國家天文與電離層中心工作，之後離開，成為綠堤望遠鏡的助理總監。1983年，她加入康乃爾大學任教。在那裡，她與合作者里卡多·焦瓦內利合作，利用無線電望遠鏡繪製宇宙中星系的分佈圖。
她是ALFALFA調查的共同領導人，從2000年代初就開始與該專案（及其前身專案ALFA調查）合作。
1990年代中期，她與焦瓦內利一起開發查南托山阿塔卡馬望遠鏡（CCAT），並因此在智利北部的查南托山建造了弗雷德·揚亞毫米望遠鏡（FYST）。截至2020年，她是CCAT項目的董事會主席。

## 個人生活
海恩斯與長期合作的里卡多·焦瓦內利結婚。他們住在紐約州[伊薩卡 (紐約州)|伊薩卡]]。

## 榮譽
- 1989年，海恩斯與她的合作者里卡多·焦瓦內利（英语：Riccardo Giovanelli）共同獲得亨利·德雷伯獎章，「以表彰他們首次以三維視角觀察我們可見宇宙中一些非凡的大尺度絲狀結構」[6]。
- 1999年，獲選為美國文理科學院院士，2000年獲選為美國國家科學院院士。
- 2019年，獲頒太平洋天文學會布魯斯獎，「以表彰她一生在天體物理學研究上的傑出成就和貢獻」[7]
- 小行星26744由安德森·梅薩站（英语：Anderson Mesa Station）的洛厄爾天文台近地小行星搜尋計畫天文學家於2001年發現，並以她的名字命名[8]。2019年11月8日，小行星中心發布了官方命名引文（M.P.C. 118219）[9]。
- 2020年，獲頒卡爾·G·揚斯基講學獎[10]。
- 2020年，獲選為美國天文學會遺產院士[11]。

## 部分著作
- Haynes, M. P., and R. Giovanelli. "Large-Scale Structure in the Local Universe: The Pisces-Perseus Supercluster." In Large-Scale Motions in the Universe, V. C. Rubin and G. F. Coyne, eds. (Princeton: Princeton University Press, 1988), 45.
- Haynes, M. P. "Evidence for Gas Deficiency in Cluster Galaxies." In Clusters of Galaxies, W. R. Oegerle, M. J. Fitchett, and L. Danly, eds. (New York: Cambridge University Press, 1990), 177.
- Vogt, N. P., T. Herter, M. P. Haynes, and S. Courteau. "The Rotation Curves of Galaxies at Intermediate Redshift." Astrophys. J. Lett. 415 (1993).
- Roberts, M. S., and M. P. Haynes. "Variation of Physical Properties along the Hubble Sequence." Annu. Rev. Astron. Astrophys. 32, 115 (1994).
- Haynes, M. P., and A. H. Broeils. "Cool HI Disks in Galaxies." In Gas Disks in Galaxies, J. M. van der Hulst, ed. (New York: Springer-Verlag, 1995), to appear.[2]

## 外部連結
- Martha P. Haynes Personal Page
- Cornell University: Department of Astronomy
- National Astronomy and Ionosphere Center: Arecibo Observatory